# Roscoe Greene
Roscoe Goddard Greene (* 1. Juni 1796 als Charles Roscoe Green in Northborough, Massachusetts; † 14. Dezember 1840 in Portland, Maine) war ein US-amerikanischer Erzieher, Verleger und Politiker, der von 1831 bis 1834 Secretary of State von Maine war.

## Leben
Charles Roscoe Green wurde als zweiter Sohn von Aaron Green (1770–1840) und Lydia Goddard (1771–1850) so wie seine acht Geschwister im US-Bundesstaat Massachusetts geboren. Später hatte er seinen Lebensmittelpunkt in Portland, Maine. Wegen der Existenz zweier weiterer Personen mit dem Namen Charles Green in Portland und der damit verbundenen Verwechslungen ließ er seinen Namen offiziell in Roscoe Goddard Greene ändern.
Als Mitglied der Demokratischen Partei war Greene von 1831 bis 1834 Secretary of State of Maine. Zum Zeitpunkt seines Todes war er „Surveyor“ von Portland (Maine).
Greene war Autor und Eigentümer der Zeitung „Eastern Argus Newspaper“. Von Beruf Erzieher, veröffentlichte er auch mehrere Bücher zur englischen Grammatik. 

## Privates
Im Mai 1825 heiratete Roscoe G. Greene in Portland Eliza Ann Harding (1806–1884). Sie hatten vier Kinder, eine Tochter und drei Söhne. Greene starb im Dezember 1840 im Alter von 44 Jahren in Portland (Maine) und wurde zunächst dort auf dem Eastern Cemetery bestattet, jedoch nach dem Tod seiner Ehefrau auf deren testamentarische Verfügung hin in eine gemeinsame Grabstätte auf dem Hiram Village Cemetery in Hiram (Maine) umgebettet.

## Veröffentlichungen
- 1826 mit James Adams Jr.: A compend of English grammar: designed for the use of the student, while attending a course of lectures on etymology and syntax[5]
- 1833 A grammatical text-book, in which the several moods are clearly illustrated by diagrams, etc.[5]
- 1835 Grammar for children.[5]